# Rivalité Cincinnati–UCF
La  Rivalité Cincinnati-UCF est une rivalité dans le football américain universitaire opposant les Bearcats de l'université de Cincinnati basée à Cincinnati dans l'Ohio et les Knights de l'université du Centre de la Floride basée à Orlando en Floride.
Les deux programmes jouent dans la même conférence depuis la saison 2013, tout d'abord dans l'American Athletic Conference (AAC, 2013-2022)) et ensuite dans la Big 12 Conference (B12, depuis 2023). Le latch n'étant pas protégé dans la B12, il n'aura plus lieu chaque saison.

## Histoire
En 2017, UCF était classée 25e au niveau national. Le quarterback McKenzie Milton (en) a fait exploser la défense des Bearcats en gagnant 374 yards et en inscrivant cinq touchdowns au cours des trois premiers quarts-temps avant que des pluies torrentielles ne s'abattent sur le Nippert Stadium, renvoyant les équipes aux vestiaires. Les conditions météorologiques ne s'améliorant pas, le match a été arrêté après une heure et sept minutes d'attente et l'UCF a remporté la victoire,.
En 2018, les Knights sont restés invaincus. UCF était classée 11e équipe du pays et Cincinnati 19e. Le match est diffusé en prime time sur ESPN à l'occasion du College GameDay (en) diffusé depuis le campus de l'UCF. Il se joue à guichets fermés dans le Bounce House et est remporté 38 à 13 par UCF. Propulsé 8e au classement national à la suite de ce résultat, UCF remporte par la suite la finale de conférence disputé contre Memphis.
Le quarterback de Cincinnati Desmond Ridder a déclaré : « That game not only set me up for the future but being able to lead everyone else on the team and know there's going to be tough environments and tough situations that we’re going to play in but to stay calm and stay under control is the biggest things in those moments. (Ce match m'a non seulement préparé pour l'avenir, mais aussi pour être capable de diriger tous les autres membres de l'équipe et de savoir qu'il y aura des environnements et des situations difficiles dans lesquels nous allons jouer, mais rester calme et garder le contrôle est la chose la plus importante dans ces moments-là.) ».
En 2019, les Bearcats ont remporté la victoire à domicile 27 à 24 contre UCF pourtant classé 18e du pays. Cela a permis à Cincinnati d'être classé 17e la semaine suivante.
Cincinnati invaincu depuis le Birmingham Bowl joué en janvier 2020 et classé 7e du pays, remonte UCF au score pour finalement l'emporter 36 à 33,,.

## Palmarès
Le classement des équipes dans les tableaux ci-dessous est celui de l'Associated Press avant la saison 2014 et celui du comité du College Football Playoff depuis 2014.
| Cincinnati (5)                 | UCF (5)                     |                             |                             |
| Plus large victoire            | Cincinnati, 52–7 (2015)     | Cincinnati, 52–7 (2015)     | Cincinnati, 52–7 (2015)     |
| Plus longue série de victoires | Cincinnati, 3 (2019–2021)   | Cincinnati, 3 (2019–2021)   | Cincinnati, 3 (2019–2021)   |
| Série en cours sans défaite    | Cincinnati, 1 (depuis 2024) | Cincinnati, 1 (depuis 2024) | Cincinnati, 1 (depuis 2024) |

| N° | Date             | Lieu       | Vainqueur        | Score |
| -- | ---------------- | ---------- | ---------------- | ----- |
| 01 | 31 octobre 2015  | Cincinnati | Cincinnati       | 52–07 |
| 02 | 12 novembre 2016 | Orlando    | UCF              | 24–03 |
| 03 | 7 octobre 2017   | Cincinnati | No. 25 UCF       | 51–23 |
| 04 | 17 novembre 2018 | Orlando    | No. 11 UCF       | 38–13 |
| 05 | 4 octobre 2019   | Cincinnati | Cincinnati       | 27–24 |
| 06 | 21 novembre 2020 | Orlando    | No. 7 Cincinnati | 36–33 |
| 07 | 16 octobre 2021  | Cincinnati | No. 3 Cincinnati | 56–21 |
| 08 | 29 octobre 2022  | Orlando    | UCF              | 25–21 |
| 09 | 4 novembre 2023  | Cincinnati | UCF              | 28–26 |
| 10 | 12 octobre 2024  | Orlando    | Cincinnati       | 19–01 |

Notes :
1. ↑  Match arrêté définitivement en fin de 3e quart temps à la suite des mauvaises conditions météo.

## Articles annexes
- Liste des matchs de rivalité en football américain universitaire de la NCAA